# Mac OS X v10.4
O Mac OS X 10.4 "Tiger", foi o quinto lançamento do Mac OS X. O Tiger foi liberado ao público em 29 de abril de 2005 como o sucessor do Mac OS X 10.3 "Panther", que foi lançado 18 meses antes, sendo substituido pelo Mac OS X 10.5 "Leopard", em 26 de outubro de 2007, após 30 meses, tornando-se o Mac OS X de mais longa versão. Alguns dos novos recursos incluem um rápido sistema de busca chamado Spotlight, uma nova versão do navegador Safari, Dashboard, um novo tema unificado, e suporte aperfeiçoado para uso em processadores 64 bits.
O Tiger foi também a primeira versão do sistema operacional Mac OS X liberado para trabalhar em computadores Apple Inc. com arquitetura Intel (computadores Apple usando processadores x86). Seis semanas após o seu lançamento oficial, a Apple tinha entregue 2 milhões de cópias do Tiger, o que representava 16% de todos os usuários do Mac OS X. A Apple afirmou na época que o Tiger foi o mais bem sucedido Mac OS X da história da empresa. Na Conferência WWDC, em 11 de junho de 2007, o CEO da Apple, Steve Jobs anunciou que, dos 22 milhões de usuários do Mac OS X, mais do que 67% estavam usando a versão Tiger.